# Список керівників держав 1298 року
Список керівників держав 1298 року — це перелік правителів країн світу 1298 року.
Список керівників держав 1297 року — 1298 рік — Список керівників держав 1299 року — Список керівників держав за роками

## Європа
- Англія
  - Король Англії — Едуард I Довгоногий (1272—1307)
- Балканський півострів
  - Візантійська імперія — Андронік II Палеолог (1282—1328)
  - Албанське королівство — Філіп I Тарентський (1294—1331)
  - Аргос і Нафпліон (сеньйорія) — Гі II де ла Рош (1287—1308)
  - Аркадія (баронія) — Вілен II д'Оне (1297? — 1337?)
  - Герцогство Архіпелагу — Марко II Санудо (1262—1303)
  - Афінське герцогство — Гі II де ла Рош (1287—1308)
  - Ахейське князівство — Ізабелла де Віллардуен (1289—1307)
  - Друге Болгарське царство — Смілець (1292—1298)
  - Видинське царство — Шишман I (1276—1313)
  - Боснійський банат — Стефан I Котроман (1287—1302)
  - Епірський деспотат — Фома I Комнін Дука (1297—1318)
  - Зета (держава) — Єлена Анжуйська (між 1281 і 1299)
  - Пфальцграфство Кефалонії та Закінфу — Ріккардо Орсіні (1259/1264—1304)
  - Кіпрське королівство — Генріх II (1285—1324)
  - Берат (князівство) — Андреа I Музака (1281—1319)
  - Перше Сербське королівство; король Стефан Милутин (1282—1321)
  - Графство Салона (Lordship of Salona) — Томас III д'Отременкур (1294—1311)
- Балтія
  - Дерптське єпископство — Бернгард I (1289—1302)
  - Езель-Вікське єпископство — Конрад I (1297—1307)
  - Курляндське єпископство — Едмунд фон Верде (1263—1299)
  - Лівонський орден — ландмейстер — Бруно (1296—1298); Готфрід фон Рогге (1298—1306)
  - Ризьке архієпископство — Йоганн III Шверінський (1294—1300)
  - Держава Тевтонського ордену — великий магістр Готфрід фон Гогенлое (1297—1303)
- Білорусь
  - Вітебське князівство — Ярослав Васильович (1297—1320)
  - Турово-Пінське князівство — Семен Юрійович (кінець XIII ст. — 1320-ті рр.)
- Князь Новгородський — Андрій Олександрович (1292—1304)
- Трапезундська імперія — Олексій II Великий Комнін (1297—1330)
- Ірландія
  - Айргіалла — Бріан мак Еохада (1283—1311)
  - Десмонд — Домналл Руад Мак Карті (1262—1302)
  - Тір Еогайн — Домналл мак Бріан О'Нейлл (1295—1325)
  - Томонд — король Тойрделбах О'Бріан (1276—1306)
- Італія
  - Арборейський юдикат — Джованні (1297—1304)
  - Венеційська республіка — дож П'єтро Граденіго (1289—1311)
  - Галлурський юдикат — Уголіно Вісконті (1275—1298). Приєднано до Пізи.
  - Мантуя — капітано-дель-пополо Барделлоне Бонакольсі (1291—1299)
  - Маркграфство Монферрат — Джованні I (1292—1305)
  - Неаполітанське королівство — Карл II (1285—1309)
  - Салуццо (маркграфство) — Манфред IV (1296—1334)
  - Королівство Сицилія — Фредерік II (1296—1337)
  - Князівство Таранто — Філіп I Тарентський (1294—1332)
  - Принц-єпископство Тренто — Філіппо деі Бонакольсі (1289—1303)
  - Урбіно (герцогство) — Гвідо да Монтефельтро (1255—1298); Федеріко I да Монтефельтро (1298—1322)
  - Феррарська сеньйорія — Аццо VIII д'Есте (1293—1308)
  - Маркграфство Фінале — Антоніо дель Карретто (1265/1268-1313)
- Кавказ
  - Грузинське царство — Костянтин I (1293—1327)
  - Самцхе-Саатабаго — Бека I Джакелі (1285—1306)
- Велике князівство Литовське — Витень (1295—1315)
- Німеччина
  - Герцогство Австрія — Рудольф I Габсбург (1276—1308)
  - Князівство Ангальт — Ангальт-Ашерслебен — Оттон І (1266—1304/1305); Ангальт-Бернбург — Бернгард II (1287—1323); Ангальт-Цербст (князівство) — Зігфрід I (1252—1298); Альберт I (1298—1316)
  - Герцогство Баварія — Рудольф I (1294—1317) і Людовик IV (1294—1347)
  - Баденське маркграфство — Фрідріх II (1291—1333) і Рудольф IV (1291—1348)
  - Берг (герцогство) — Вільгельм I (1296—1308)
  - Берхтесгаден (пробство) — Йоганн І Сакс фон Саксенау (1283—1303)
  - Маркграфство Бранденбург — Конрад (1281—1308)
  - Герцогство Брауншвейг-Люнебург — Оттон М'який (1277—1330)
  - Принц-єпископство Бріксен — Ландольфо ді Мвлано (1295—1301)
  - Верле (сеньйорія) — Генріх II (1291—1307)
  - Графство Вюртемберг — граф Ебергард I (1279—1325)
  - Вюрцбург (принц-єпископство) — Мангольд фон Нойєнбург (1287—1303)
  - Гессен (ландграфство) — Генріх I (1264—1308)
  - Геттінген (князівство) — Альбрехт II (1286—1318)
  - Принц-єпископство Гільдесгайм — Зігфрід II Кверфуртський (1279—1310)
  - Гольштейн-Піннеберг — Адольф VI (1290—1315)
  - Гоя (графство) (Grafschaft Hoya) — Герхард II (1290—1313)
  - Архієпископ Зальцбургу — Конрад IV Фонсдорфський (1291—1312)
  - Каммін (єпископство) — Петер (1296—1300)
  - Герцогство Каринтія — Оттон III (1295—1310)
  - Кельнське курфюрство — Вігбольд фон Гольте (1297—1304)
  - Кенігсегг (Königsegg) — Ульріх I (1296? — 1300)
  - Клеве (герцогство) — Дітріх VII (1275—1305)
  - Констанц (князівство-єпископство) — Генріх II (1293—1306)
  - Курпфальц — Рудольф I (1294—1317)
  - Ландсберг — Генріх I (1291—1318)
  - Ліппе-Детмольд — Симон I (1273—1344)
  - Лужицька марка — Дітрих I Дицман (1291—1303)
  - Любекське князівство-єпископство — Буркхард фон Серкем (1276—1317)
  - Люнебург (князівство) — Оттон II (1277—1330)
  - Архієпископ Майнца Герхард II фон Еппштейн (1288—1305)
  - Марк (графство) — Еберхард I (1277—1308)
  - Маркграфство Мейсен — Фрідріх I (1293—1321)
  - Нюрнберг (бургграфство) — Йоганн I (1297—1300)
  - Графство Ольденбург — Йоганн II (1285—1315)
  - Падерборнське князівство-єпископство — Оттон фон Рітберг (1277—1307)
  - Герцогство Померанія — Богуслав IV (1278—1309)
  - Равенсберг (графство) — Оттон ІІІ (1249—1305)
  - графство Рітберг — Конрад II (1282—1313)
  - Князівство Руян — Віслав II (1260—1302)
  - Герцогство Саксен-Віттенберг — Альбрехт II (1296—1298); Рудольф I (1298—1356)
  - Саксен-Лауенбург — Іоанн II; Альбрехт III, Ерік I (1296—1305)
  - граф Тиролю — Альберт I (1258—1304)
  - Фельденц (графство) — Генріх I Гогенгерольде (1270—1298); Георг I (1298—1347)
  - Герцогство Швабія — Йоган Швабський Парріціда (1290—1313)
  - Шверін (графство) — Гунцелін V (1295/1296-1307) і Генріх III (1295/1296-1344)
  - Герцогство Штирія — Альбрехт I (1282—1308)
- Піренейський півострів
  - Королівство Арагон — Хайме II (1291—1327)
  - Королівство Леон — Фернандо IV (1295—1312)
  - Майорканське королівство — Хайме II (друге правління; 1295—1311)
  - Королівство Португалія — король Дініш (1279—1325)
  - Королівство Наварра — Іоанна I (1274—1305)
  - Гранадський емірат — Мухаммад II аль-Факіх (1273—1302)
- Польща — Вацлав II (1296—1300 — як князь краківський)
  - Битомське князівство — Казимир II Битомський (1284—1312)
  - Глогувське князівство — Генріх III Глогувський (1274—1309)
  - Добжинське князівство — Земовит Добжинський (1295—1303)
  - Герцогство Заган — Конрад II Горбатий (1284—1304)
  - Іновроцлавське князівство — Казимир III Гнєвковський (1287—1314)
  - Бжесть-Куявське князівство — роздроблення до 1300
  - Ленчицьке князівство — Владислав I Локетек (1294—1300)
  - Львувецьке князівство — Болеслав I Суворий (1286—1301)
  - Плоцьке князівство — Болеслав II Мазовецький (1275—1294; 1294—1313)
  - Сандомирське князівство — Вацлав II (1292—1304)
  - Свідницьке князівство — Болеслав I Суворий (1291—1301)
  - Сілезьке князівство — Генріх VI Добрий (1296—1335)
  - Сцинавське князівство — Генріх III Глогувський (1290—1309)
  - Вроцлавське князівство — Болеслав III Розпусник (1296—1311)
  - Краківське князівство — Вацлав II (1291—1300)
  - Легницьке князівство — Генріх VI Добрий (1296—1311)
  - Опольське князівство — Болеслав I Опольський (1282—1313)
  - Померанія-Щецін — Оттон I (1295—1334)
  - Ратиборське князівство — Пшемислав Ратиборський (1282—1306)
  - Тешинське герцогство — Мешко I Тешинський (1290—1314)
  - Серадзьке князівство — Владислав I Локетек (1288—1300)
  - Черське князівство — Болеслав II Мазовецький (1295?—1310)
  - Яворське князівство — Болеслав I Суворий (1278—1301)
- Білозерське князівство — Федір Михайлович (1293—1314)
- Брянське князівство — Олег Романович Брянський (кінець 13-го століття)
- Велике князівство Владимирське — Андрій Олександрович (1294—1304)
- Велике князівство Московське — Данило Олександрович (1263—1303)
- Переславль-Залєське князівство — Іван Дмитрович (1294—1302)
- Ростовське князівство — Костянтин Борисович (1294—1307)
- Велике князівство Рязанське — Ярослав Романович (1294—1299)
- Смоленське князівство — Олександр Глібович (1297—1313)
- Стародубське князівство (Північно-Східна Русь) — Іван Михайлович Калістрат (1281—1315)
  - Велике князівство Тверське — Михайло Ярославич (1282/1286-1318)
- Углицьке князівство — Олександр Костянтинович (1294 — 1302)
- Ярославське князівство — Федір Ростиславич Чорний (1294—1299)
- Скандинавія
  - король Данії — Ерік VI (1286—1319)
  - Король Норвегії Ейрік II Маґнуссон (1280—1299)
  - Швеція — Біргер Магнуссон (1290—1319)
- Угорське князівство — король Андрій III Венецієць (1290—1301)
- Україна — Київський князь — Лев Данилович (1271—1301)
  - Белзьке князівство — Юрій Львович (1269—1301)
  - Волинське князівство — Лев Данилович (1292—1301)
  - Галицько-Волинське князівство — Лев Данилович (1264—1301)
  - Луцьке князівство — Мстислав Данилович (1264 — після 1292/1308)
  - Чернігівське князівство — вакансія до 1303
  - Кримський улус — Тулен-Тимур (1298—1341)
  - Список консулів Генуезької Ґазарії — Поліно Дорія (1289? — 1316?)
- Королівство Франція — Філіпп IV Вродливий (1285—1314)
  - Герцогство Аквітанія — Едуард I Довгоногий (1272—1306)
  - Арелатське королівство — пфальцграф — Оттон IV (1279—1303)
  - Герцогство Бар — Генріх III (1291—1302)
  - Брабант (герцогство) — Жан II (1294—1312)
  - Графство Булонь — Робер VI Овернський (1280—1314)
  - Бретонське герцогство — Жан II (1286—1305)
  - Гельдерн (графство) — Рейнальд I (1271—1318)
  - Голландія — Ян I (1296—1299)
  - Ено (графство) — Жан II д'Авен (1280—1304)
  - Графство Ла Марш — Гуго XIII (1275—1303)
  - Люксембург (графство) — Генріх VII (1288—1313)
  - Льєзьке єпископство — Гуго III де Шалон (1296—1301)
  - Графство Мен — Карл III де Валуа (1290—1325)
  - Монако — Реньє І (1297—1301)
  - Монбельяр (графство) — Рено Бургундський (1283—1322)
  - Монпельє (сеньйорія) — Хайме II (1276—1311)
  - Намюр (графство) — Гвідо I (1264—1298); Жан I (1298—1330)
  - Оранж (князівство) — Бертран II (1282—1314)
  - Родез (графство) — Сесіль де Родез (1292—1319)
  - Савойське графство — Амадей V (1285—1323)
  - Урхельське графство — Ерменгол X (1268—1314)
  - Фландрія — Гвідо I (1280—1305)
  - Графство Фуа — Роже Бернар III де Фуа (1265—1302)
- Король Богемії (Чехія) — Вацлав II (1283—1305)
- Шотландія
  - Король Шотландії — сюзеренітет Англії над Шотландією до 1306
- Святий Престол; Папська держава — папа римський — Боніфацій VIII (1294—1303)
- Вселенський патріарх — Іоанн XII (1294—1308?)

## Азія
- Візантійська імперія — Андронік II Палеолог (1282—1328)
- Трапезундська імперія — Олексій II Великий Комнін (1297—1330)
- Близький Схід
  - Кілікійське царство — Смбат (1296—1298); Костандін II (1298—1299)
  - Сеньйорія Фокеї — Бенедетто I Дзаккарія (1288—1304)
  - Артукіди — правитель Мардіна Газі II Наджм ад-дін (1294—1312)
  - Мамелюцький султанат — Ладжін аль-Мансур (1297—1299)
  - Ешрефогуллари — Сулейман-бей Ешрефоглу (1284—1302)
  - Інанчогуллари — Інанч (1296—1334/1336)
  - Кандар (династія) — Яман Кандар (1292—1309)
  - Ментешеогуллари — Месуд (1295 — до 1319)
  - Перванеогуллари — Мухеззебуддін Масуд (1296—1300)
  - Сахіб-Атаогуллари — Нусретеддевле Ахмед (1287—1341)
  - Хамідогуллари — Хамід-бей (1291—1313/1314)
  - Караманіди — Гюнері (1277—1300)
  - Шаріфат Мекки — Абу Нумай I (1254—1301)
  - Румський султанат — Кей-Кубад III (1298—1302)
  - Зіяриди — Нізарі — Фахр ад-Дін (1295—1307)
  - Емірат Хасанкейф (Emirate of Hasankeyf) — аль-Малік ас-Саліх Наджм ад-Дін Айюб II (?–1324/1325)
  - Держава Ширваншахів — Кейкабус (1294—1317)
- Расуліди — Аль-Муайяд Дауд (1296—1322)
- Чобаніди — Махмуд Бей (1292—1309)
- Індія і Шрі-Ланка
  - Ахом — Секаангфа (1293—1322)
  - Бенгальський султанат — Рукн ад-дін Кайкаус (1291—1300/1301)
  - Східні Ганги — Нарасімха Дева II (1278/1279–1306)
  - Делійський султанат — Династія Хілджі — Алауддін Хілджі (1296—1316)
  - Джайпур (князівство) — Кантал II (1276—1317)
  - Джайсалмер (князівство) — Малрадж Сінгх I (1295—1306)
  - Джодхпур (князівство) — Духад (1292—1309)
  - Чандела — магараджахіраджа Джеджа-Бхукті Хамміраварман (1288—1311)
  - Династія Какатіїв — Пратапарудра II (1289—1323)
  - Династія Карнат — Гарісімхадева (1295—1324)
  - самраат Кашмірської держави (Династія Лохара) — Сімхадева (1286—1301)
  - Династія Малла — Анантамалла (1274—1310)
  - Мевар (князівство) — Самарасімха (1273—1301)
  - Держава Пандья — Мараварман Куласекара Пандья I (1268—1308)
  - Парамара — Бходжа II (1283 — ? до 1305)
  - Джафна (держава) — Вікрама Цінкаярян (1292—1302)
  - Династія Сеунів — Рамачандра (1271—1311)
  - Держава Хойсалів — Віра Балала III (1292—1342)
- Індонезія; Південно-Східна Азія
  - Гантаваді — Вареру (1287—1307)
  - Дайв'єт — Чан Ань Тонг (1293—1314)
  - Ланна (держава) — Менграй Великий (1292—1317)
  - Лемро — Мін Хті (1279—1374)
  - магараджа Мелаю Трібхуванараджа (1286—1316)
  - Маджапагіт — Раден Віджая (1293—1309)
  - М'їнсайн (держава) — Атінкхая; Язатінгян; Тхіхатху (1297—1313)
  - Чампа — Сімхаварман III (1288—1307)
  - Сукхотай (королівство) — Рамакхамхаенг (1279—1298); Лертхай (1298—1323)
  - Сунда — до 1340 невідомо
  - Кедах (султанат) — Махмуд Шах I (1280—1321)
  - Пасай — Аль-Малік ат-Тахір I (1297—1326)
  - Тернатський султанат — колано Комала Абу Саїд (1284—1298); Бакуку (1298—1304)
- Китай; Монголія
  - Золота Орда — Токта (1291—1312)
  - ідикут Кучі — Негуріл-тегін (1276—1318)
  - Уґедейський улус — Хайду (1264—1301)
  - Чагатайський улус — Хайду (1271—1301)
  - Тибет — Дракпа Одзер (1291—1303)
  - Династія Юань — Оладжейту-Темур (1294—1307)
- Корея
  - Корьо — Чхунньоль (1274—1308)
- Паганське царство — Сохніт (1297—1325)
- Персія і Середня Азія
  - Баванди — Яздагірд  (1271/1272-1300)
  - Ільхани — Газан-хан (1295—1304)
  - султан Кермана Музаффар ад-Дін Мухаммад (1295—1304)
  - Міхрабаніди — Насир ад-Дін Мухаммад (1261—1318)
  - Улус Орда-Іхена — Конши-хан (1280—1302)
  - Улус Шибана — Джучі-Бука (1280—1310)
  - улус Чимтая — Ільбасар (1294—1313)
- Кхмерська імперія — Індраварман III (1295—1308)
- Накхонситхаммарат (держава) — до 1375 імена наразі невідомі
- Японія — Імператор Фушімі (1287—1298); Імператор Ґо-Фусімі (1298—1301)

## Африка
- - аббасидський халіф Каїра Аль-Хакім I (1261—1302)
  - Варсангалі (султанат) — гараад Дхідін (1298—1311)
  - Імператор Ефіопії — Сини Яґбе'у Сейона (1294—1299)
- Аль-Абваб (держава) — Каранбас (між 1292 і 1316)
- Заяніди — Абу Саїд Усман I (1283—1303)
- Іфат — Абуд Джамаладдін (12?? — 12??)
- Кілва (султанат) — Сулейман III (1294—1308)
- Макурія — Ага (1295—1305)
- Імперія Малі — Сакура (1285—1300)
- Мариніди — Абу Якуб Юсуф (1286—1307)
- Нрі — Езе Нрі Омало (?1258 — 1299?)
- Мамелюцький султанат — Ладжін аль-Мансур (1297—1299)
- Хафсіди — Абу Абдаллах Мухаммад II аль-Мунтасир (1295—1309)

## Південна Америка
- Королівство Куско — Майта Капак (1290—1320)
- Тескоко (держава) — Тлоцинпочотль (1263—1298); ім'я невідоме (1298—1337)

## Північна Америка
- Ацкапоцалько — Матлакоатль (? — ?)
- Маяпанська ліга — Кокоми; Цооц Коком I (1294—1306)